# Monestir de Sant Pantaleó
El monestir de Sant Pantaleó  (en grec: Άγιος Παντελεήμων, Àgios Pandeleímon, en rus: Пантелеймонов, conegut com a Rossikon, Ρωσσικόν), és un monestir ortodox rus del Mont Atos, sota jurisdicció del Patriarcat de Constantinoble (i no del Patriarcat de Moscou). Situat al sud-oest de la península de l'Atos, n'és el monestir més gran i el penúltim en la jerarquia de la Muntanya Sagrada. Actualment, la comunitat cenobítica del monestir està formada per uns 35 monjos al monestir. Del monestir en depenen quatre sketes.

## Història
El monestir va ser fundat per diversos monjos del de Rus de Kíev al segle xi, fet pel qual se l'ha conegut com a Rossikon, i tradicionalment ha estat habitat per monjos de Kíev, després per monjos russos. Es va reconèixer com un monestir autònom el 1169. En dues ocasions va ser víctima del foc, una el 1307 a causa dels atacs de mercenaris catalans, i l'altra més recent el 1969.
Amb l'ajuda dels tsars de Moscòvia, el monestir va prosperar durant els segles xvi i xvii, però va decaure dràsticament durant el segle xviii fins al punt que el 1730 només quedaven dos monjos russos i dos monjos búlgars.
La construcció del monestir actual,, més proper a la vora del mar, es va dur a terme durant les dues primeres dècades del segle xix, amb l'ajuda financera dels Principats del Danubi (Moldàvia i Valàquia). El 1895 hi havia 1000 monjos russos, 1.446 el 1903, i més de 2000 el 1913. Durant el jou dels tàtars de Rússia, la majoria dels monjos foren grecs i serbis.